# إميل هانسن
إميل هانسن (بالدنماركية: Emil Christian Hansen) (و. 1842 – 1909 م) هو عالم نبات، وكاتب سير ذاتية، وعالم كيمياء حيوية، وعالم فطريات، من الدنمارك، كان عضوًا في الأكاديمية الألمانية للعلوم ليوبولدينا، والأكاديمية الملكية الدنماركية للعلوم والآداب، توفي في كوبنهاغن، عن عمر يناهز 67 عاماً.

## روابط خارجية
- إميل هانسن على موقع الموسوعة البريطانية (الإنجليزية)